# 얄리차 아파리시오
얄리차 아파리시오(Yalitza Aparicio, 1993년 12월 11일 ~ )는 멕시코의 배우이다. 알폰소 쿠아론 감독 영화 《로마》를 통해 배우 데뷔했으며 아카데미 여우주연상 후보에도 올랐다.